# Metro de Panamá
Die Metro de Panamá ist ein U-Bahn-System in Panama-Stadt. Die beiden Linien verbinden den Süden und den Osten der Metropolregion mit dem Stadtzentrum. Der erste Streckenabschnitt wurde 2014 eröffnet.
Die Metro wird von der seit 2015 100 % staatlichen Gesellschaft Metro de Panamá SA betrieben.

## Geschichte

### Linie 1

#### Planung
Die Regierung schrieb den Bau der Metro aus. Die Regierungen Brasiliens und Taiwans boten an, in das Projekt zu investieren. Nach einer umfassenden Prüfung aller Vorschläge für den Bau des Eisenbahnsystems erhielt das Konsortium Línea Uno, zu dem auch das spanische Fomento de Construcciones y Contratas (FCC) gehört, den Zuschlag.

#### Bau
Die Bauarbeiten begannen 2011. Bis September 2013 war der Bau der Linie 1 zu 92 % abgeschlossen, was einen Testbetrieb mit einem Teil des Rollmaterials ermöglichte. 2010 betrugen die geplanten Kosten 1,880 Milliarden US-Dollar.
Die Linie wurde am 5. April 2014 mit 13,7 km Länge eröffnet.

### Linie 2
Die Bauarbeiten begannen 2015. Die Linie 2 wurde am 25. April 2019 offiziell eröffnet. Am 16. März 2023 wurde eine Abzweigung der Linie 2, die den internationalen Flughafen Tocumen anbindet, eröffnet. Die Züge verkehren nicht durchgehend, sie starten erst an der Station Corredor Sur, wo die Linie sich teilt.

## Linien
Aktuell gibt es 29 Stationen auf zwei Linien. Im Endausbau soll die Metro 10 Linien haben, allerdings werden viele Straßenbahn- und Monorail-Linien auch als Teil des Netzwerks vermarktet. Zwei Linien werden U-Bahnen, eine Monorail und drei Straßenbahnen.

### Linie 1
Die erste Linie verläuft im Nord-Süd-Richtung von der Station Villa Zaita zur Station Albrook, wo sie an das Nationale Transportterminal und künftig an die Linie 3 anschließt. Insgesamt verfügt sie über fast 18 Kilometer Länge und 15 Stationen, wovon 7 oberirdisch und 8 unterirdisch liegen. Sie ist die meistbenutzte Linie.

### Linie 2
Die Bauarbeiten für die zweite Linie begannen am 15. Oktober 2015 und wurden im 1. Quartal 2019 abgeschlossen.
Die Stationen der Linie sind:
- San Miguelito (Umstiegsmöglichkeit zur 1. Linie)
- Paraíso
- Cincuentenario
- Villa Lucre
- El Crisol
- Brisas del Golf
- Cerro Viento
- San Antonio
- Pedregal
- Don Bosco
- Corredor Sur
- Las Mañanitas
- Hospital del Este
- Altos de Tocumen
- 24 de Diciembre
- Nuevo Tocumen

### Linie 3
Die dritte Linie befindet sich seit 2021 im Bau. Geplant ist eine 24,5 Kilometer lange Ost-West-Strecke zwischen der Station Albrook (Umstieg von Linie 1) und der Station Ciudad del Futuro per Einschienenbahn, die den Panamakanal und den Bezirk Arraiján durchquert. Die Eröffnung ist für 2027/2028 geplant.

## Betrieb
Der Bahnstrom wird über eine Oberleitung mit 1500 V Gleichspannung bereitgestellt. Der Preis für eine Fahrt beträgt einheitlich 35 Cent. Die Betriebszeiten sind werktags von 05:00–23:00 Uhr, samstags von 05:00–22:00 Uhr, und an Sonn- und Feiertagen von 07:00–22:00 Uhr.